# Chicago Med
Pour les articles homonymes, voir Med.
Chicago P.D. Chicago Justice
Chicago Med est une série télévisée américaine créée par Dick Wolf et Matt Olmstead, et développée par Derek Haas et Michael Brandt, elle est diffusée depuis le 17 novembre 2015 sur le réseau NBC et au Canada sur le réseau Global pour les quatre premières saisons, puis sur Citytv. C'est une série dérivée de Chicago Fire et de Chicago PD.
Au Québec, la série est diffusée depuis le 10 novembre 2016 sur Max, en Suisse, depuis le 25 décembre 2016 sur RTS Un, en Belgique depuis le 30 décembre 2016 sur RTL TVI, et en France depuis le 3 janvier 2017 sur TF1 puis la rediffusion à partir du 5 juillet 2020 sur CStar puis redifusée sur TF1 Séries Films et en été sur RTL9.
Il s'agit de la troisième série de la franchise Chicago de Dick Wolf. Elle raconte le quotidien des médecins du Chicago Medical Center, le centre hospitalier d'urgences de Chicago.

## Synopsis
À Chicago, des médecins sauvent des vies au sein du service des urgences du Chicago Medical Center. Entre dispute, tension et problème au sein de l’hôpital, toutes les émotions sont traversées à travers les épisodes.

## Distribution

### Acteurs principaux
- Sharon Epatha Merkerson (VF : Virginie Emane) : Sharon Goodwin, la directrice du Chicago Medical Center
- Oliver Platt (VF : Yann Guillemot) : Dr Daniel Charles, chef de psychiatrie
- Marlyne Barrett (VF : Emmanuelle Rivière) : Maggie Lockwood, chef des infirmières des urgences
- Steven Weber (VF : Constantin Pappas) : Dr Dean Archer, chef par intérim des urgences (depuis la saison 7 - récurrent saison 6)
- Jessy Schram (VF : Ludivine Maffren) : Dr Hannah Asher, chirurgienne gynécologique (depuis la saison 7 - récurrente saisons 5 et 6)
- Luke Mitchell : Dr Mitch Ripley, urgentiste (depuis la saison 9)
- Sarah Ramos : Dr Caitlin Lenox, co-directrice des urgences (depuis la saison 10)
- Darren Barnet : Dr John Frost, résident en pédiatrie (depuis la saison 10)

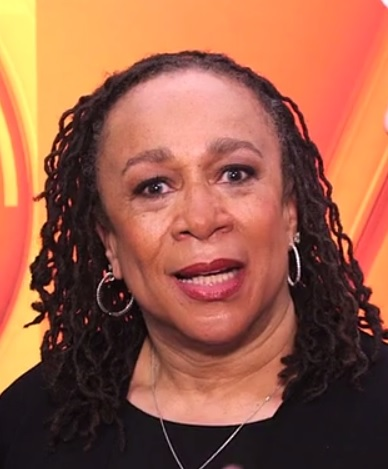
Sharon Epatha Merkerson interprète Sharon Goodwin.
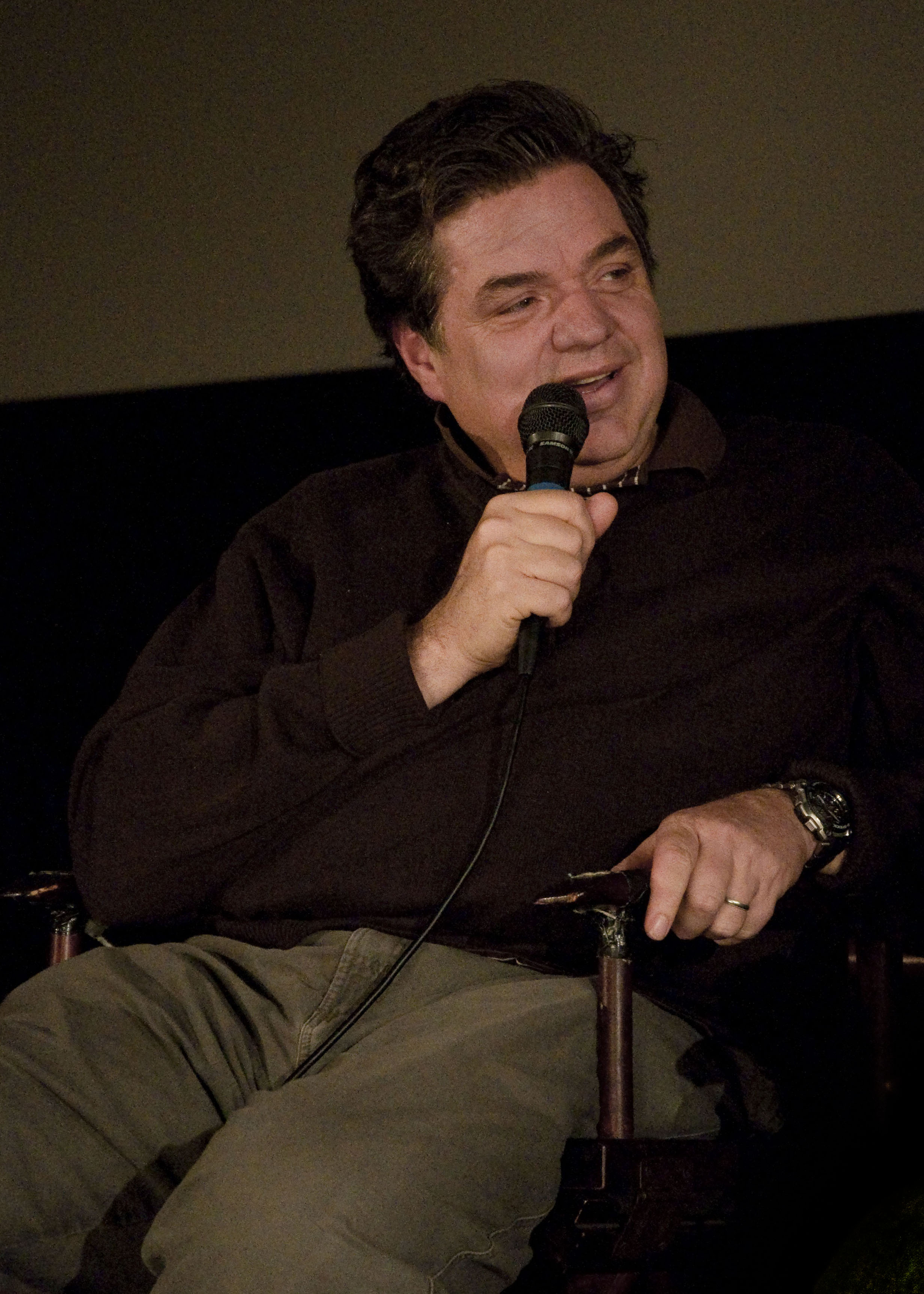
Oliver Platt interprète Dr Daniel Charles.

### Anciens acteurs principaux
- Rachel DiPillo (VF : Delphine Rivière) : Dr Sarah Reese, une stagiaire d'urgence, qui sort juste de l'école de médecine (saisons 1 à 3 - invitée saison 4 & 10)
  - Raison Scénaristique : Quitte l'hôpital car elle ne peut plus travaille avec le Dr. Charles.
- Colin Donnell (VF : Olivier Chauvel) : Dr Connor Rhodes, un chirurgien traumatologiste/cardiothoracique (saisons 1 à 4 - invité saison 5)[11]
  - Raison Scénaristique : Quitte l'hôpital pour s'éloigner de Chicago à la suite du problème avec son père et Ava Becker.
- Norma Kuhling (VF : Barbara Beretta) : Dr Ava Bekker, une chirurgienne traumatologiste/cardiothoracique (saisons 3 et 4 - invitée saisons 2 et 5)[11]
  - Raison Scénaristique : Meurt après être devenue folle et avoir tué le père du docteur Rhodes et avoir essayé de tuer le docteur Rhodes.
- Torrey DeVitto (VF : Véronique Desmadryl) : Dr Natalie Manning, une pédiatre urgentiste et ex-fiancé du docteur Halstead (saisons 1 à 6 - invitée saison 7 & 8)[12],[13]
  - Raison Scénaristique : Viré de l'hôpital après avoir falsifié un essai médical pour sauver sa mère.
- Yaya DaCosta (VF : Stéphanie Hédin) : April Sexton, une infirmière et femme de Ethan Choi (saisons 1 à 6 - invitée saison 8)[12],[13]
  - Raison Scénaristique : Quitte l'hôpital pour devenir une infirmière praticienne
- Kristen Hager : Dr Stevie Hammer, médecin traitant en urgence (saison 7)
  - Raison scénaristique : Quitte l'hôpital à la suite de problèmes avec sa mère
- Guy Lockard : Dr Dylan Scott, un ancien policier de Chicago qui a changé de carrière en médecine (saison 7 et 8)
  - Raison Scénaristique : Quitte l'hôpital à la suite du décès de sa petite amie.
- Brian Tee (VF : Sylvain Agaësse) : Dr Ethan Choi, urgentiste, un ancien médecin de l'Armée et mari de April Sexton (saison 1 à 8)
  - Raison Scénaristique : Quitte l'hôpital pour ouvrir un camion médical pour aider les sans-abris de Chicago avec sa femme April Sexton.
- Nick Gehlfuss (VF : Didier Cherbuy) : Dr William « Will » Halstead, urgentiste et frère du détective Jay Halstead et ex Fiancé du Docteur Manning (saison 1 à 8)
  - Raison Scénaristique : Quitte l'hôpital après avoir sauve celui-ci du nouveaux système opératoire afin de protéger l'hôpital et le docteur Crockett et part rejoindre la docteure Manning, son ex fiancée.
- Dominic Rains (en) (VF : Anatole de Bodinat) : Dr Crockett Marcel, un Résident en médecine générale (saisons 5 à 9)[14]
  - Raison Scénaristique : Quitte l'hôpital pour se remettre de la mort de deux patients.

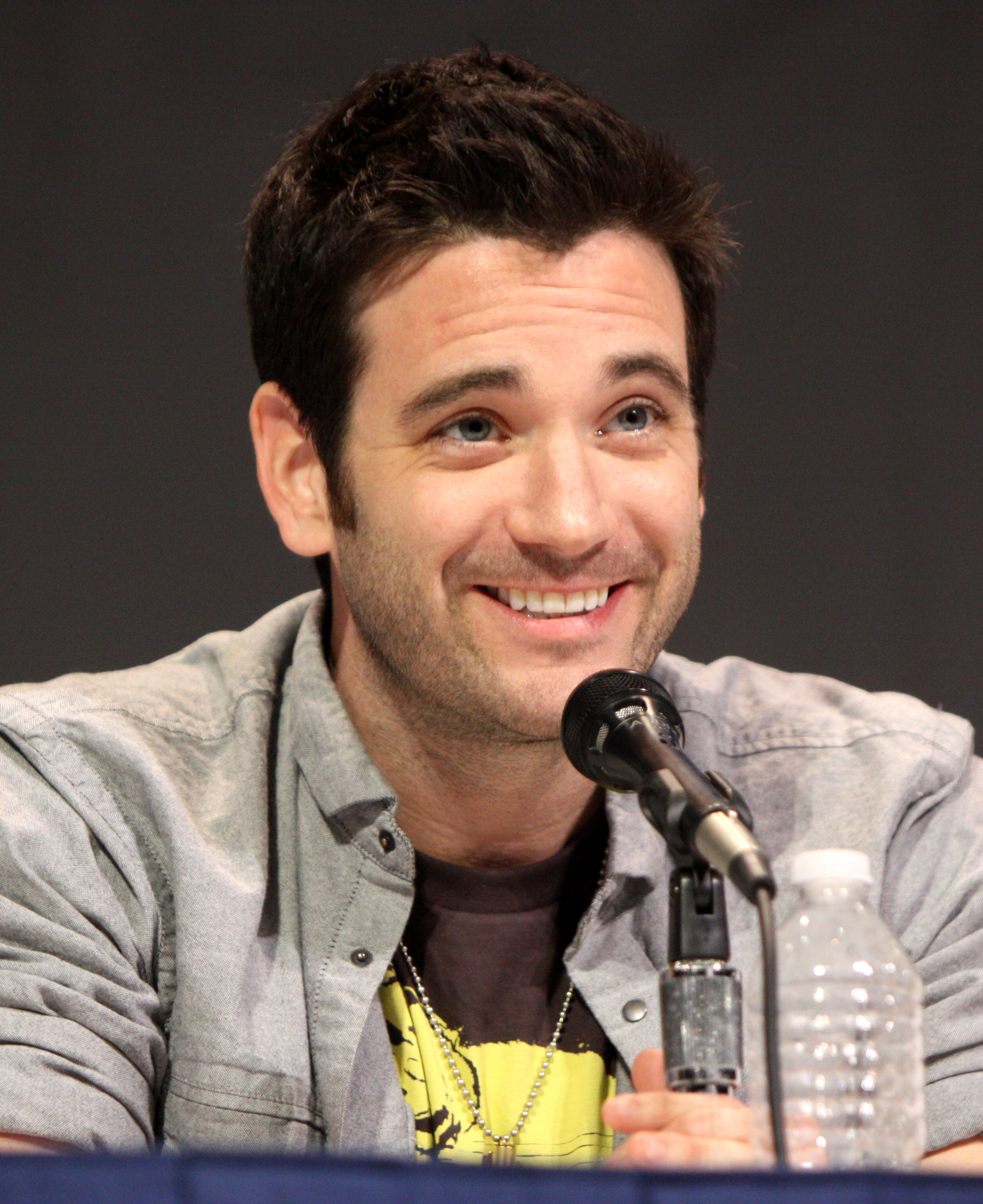
Colin Donnell interprète Dr Connor Rhodes.
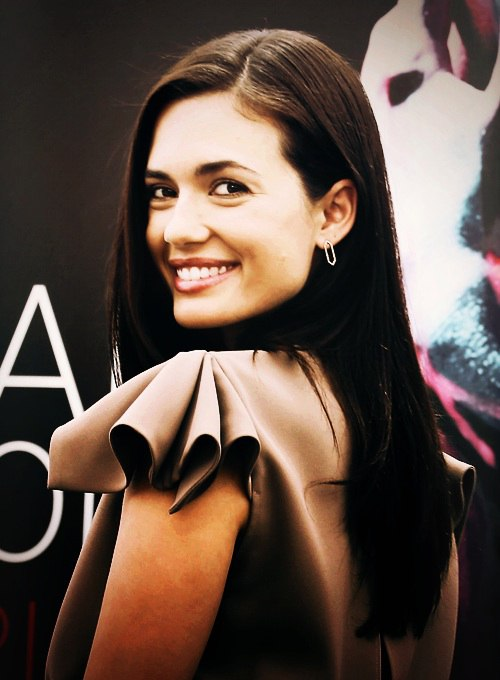
Torrey DeVitto interprète Dr Natalie Manning.
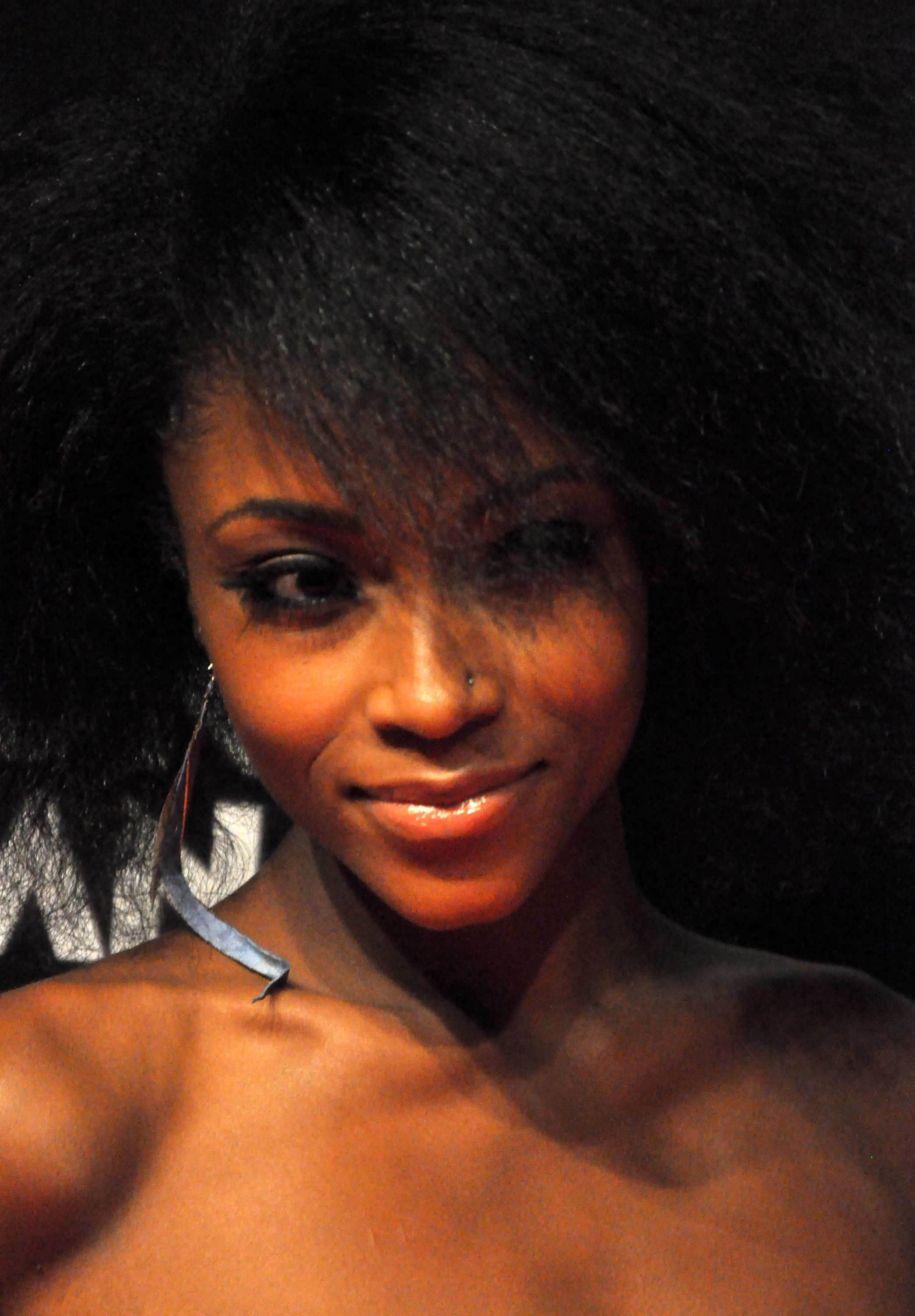
Yaya DaCosta interprète l'infirmière April Sexton.
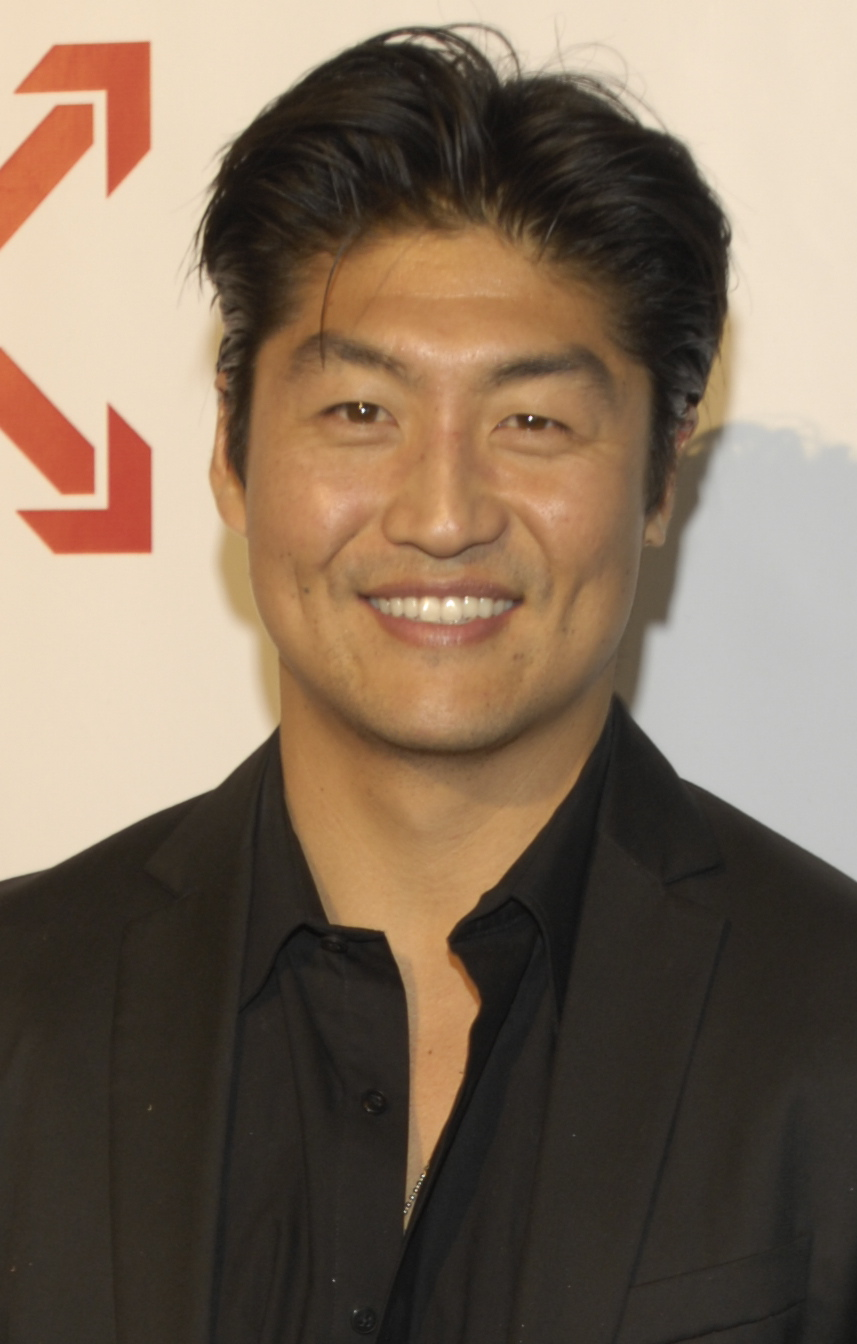
Brian Tee interprète Dr Ethan Choi.

### Acteurs récurrents
- Lorena Diaz (VF : Juliette Croizat) : Doris, infirmière des urgences (depuis la saison 1)
- Courtney Rioux : Courtney, secouriste (depuis la saison 1)
- Cesar Jaime : Cesar, secouriste (depuis la saison 1)
- Jeremy Shouldis : Dr. Marty Peterson, anesthésiste (depuis la saison 1)
- Marc Grapey : Peter Kalmick, directeur du service juridique (depuis la saison 1)
- Brennan Brown (VF : Bruno Dubernat) : Dr Sam Abrams, un neurochirurgien (depuis la saison 1)
- Gregory Alan Williams : Bert Goodwin, l'ex-mari de Sharon  (depuis la saison 2)
- Marie Tredway : Trini, infirmière aux urgences (depuis la saison 5)
- Lynnette Li : Nancy, infirmière aux urgences (depuis la saison 6)
- Devin Kawaoka (en) : Kai Tanaka-Reed, résident en chirurgie générale (depuis la saison 8)
- Luigi Sottile (VF : Cédric Ingard) : Sean Archer, le fils du Dr Dean Archer (depuis la saison 8)
- Ashlei Sharpe Chestnut : Naomi Howard, étudiante en médecine (depuis la saison 9)
- Brendan Hines : Dr. Nicholas Hayes, chirurgien cardiothoracique (depuis la saison 10)
- Natalie Zea : Jackie Nelson, infirmière aux urgences (depuis la saison 10)

### Invités crossovers
De Chicago Fire
- Eamonn Walker (VF : Thierry Desroses) : Chef Wallace Boden
- Taylor Kinney (VF : Thomas Roditi) : Lt Kelly Severide
- Joe Minoso (VF : Loic Houdré) : Joe Cruz
- Christian Stolte (VF : Paul Borne) : Randy « Mouch » McHolland
- Miranda Rae Mayo (VF : Charlotte Corréa) : Lt Stella Kidd

Ancien Acteur :
- Steven R. McQueen (VF : Fabrice Fara) : Jimmy Borelli, un pompier
- Dora Madison (VF : Camille Gondard) : Jessica « Chili » Chilton, ambulancière
- Annie Ilonzeh (VF : Véronique Picciotto) : Emily Foster, ambulancière
- Monica Raymund (VF : Anne Dolan) : Gabriela Dawson ambulancière
- Jesse Spencer (VF : Guillaume Lebon) : Capt Matthew Casey
- Kara Killmer (VF : Victoria Grosbois) : Sylvie Brett, une ambulancière
- Yuri Sardarov (VF : Olivier Augrond) : Brian « Otis » Zvonecek

De Chicago P.D.
- Jason Beghe (VF : Thierry Hancisse) : Sergent Hank Voight
- Patrick Flueger (VF : Sébastien Desjours) : Officier Adam Ruzek
- Marina Squerciati (VF : Olivia Nicosia) : Officier Kim Burgess
- LaRoyce Hawkins (VF : Daniel Lobé) : Lieutenant Kevin Atwater
- Amy Morton (VF : Françoise Vallon) : Sergent Trudy Platt

Ancien Acteur :
- Sophia Bush (VF : Barbara Delsol) : Lieutenant Erin Lindsay
- Jesse Lee Soffer (VF : Thibaut Belfodil) : Lieutenant Jay Halstead, frère du Dr Will Halstead
- Jon Seda (VF : David Mandineau) : Lieutenant Antonio Dawson
- Brian Geraghty (VF : Alexandre Gillet) : Officier Sean Roman
- Elias Koteas (VF : Christian Gonon) : Lieutenant Alvin Olinsky
- Tracy Spiridakos (VF : Olivia Luccioni) : Inspecteur Hailey Upton

Version française
- Société de doublage : BTI Studios (saisons 1 à 5) - Iyuno Media Group (saisons 5 à …)
- Direction artistique : Laura Préjean
- Adaptation des dialogues : Joëlle Martrenchard, Amandine Joyaux et Marie-Agnès Desplaces

 Source et légende : version française (VF) sur RS Doublage

## Production

### Développement
Le projet de série a commencé à prendre forme lors de la saison 2013/2014.
Le 16 janvier 2015, NBC annonce l’introduction de la série lors d'un épisode de la saison 3 de Chicago Fire,. Puis début février, le réseau annonce la diffusion de l'épisode introductif, au 7 avril 2015, lors du 19e épisode de la troisième saison de Chicago Fire. Le 1er mai 2015, le réseau NBC a officiellement commandé la série. Le 10 mai 2015, lors des Upfronts, NBC annonce la diffusion de la série à mi-saison 2015-2016,. Par contre, au début juin 2015, NBC déplace Chicago Med à l'automne 2015 et repousse la série Heartbeat à la mi-saison 2015-2016 en conséquence d'un chamboulement de l'horaire de production. Le 11 décembre 2015, NBC commande cinq épisodes supplémentaires, portant la série à 18 épisodes.
Le 1er février 2016, la série est renouvelée pour une deuxième saison.
Le 10 mai 2017, NBC renouvelle la série pour une troisième saison.
Le 9 mai 2018, NBC renouvelle la série pour une quatrième saison.
Le 26 février 2019, NBC renouvelle la série pour une cinquième saison.
Le 27 février 2020, NBC renouvelle la série pour trois saisons supplémentaires,.
Le 10 avril 2023, la série a été renouvelée pour une neuvième saison par NBC. 
Le 21 mars 2024, la série est renouvelée pour une dixième saison.
Le 5 mai 2025, NBC renouvelle la série pour une onzième saison.

### Attribution des rôles
En février 2015, les rôles principaux ont été attribués dans cet ordre : Yaya DaCosta, S. Epatha Merkerson, Laurie Holden et Oliver Platt.
À la fin mai 2015, Colin Donnell (vu dans la série Arrow) décroche le rôle régulier d'un médecin des urgences. En juillet 2015, Brian Tee est ajouté à la distribution. Le 12 août 2015, Laurie Holden quitte la série pour raisons familiales, mais trois nouveaux rôles sont ajoutés : Torrey DeVitto interprétera le docteur Natalie Manning, une pédiatre enceinte, Rachel DiPillo dans le rôle d'une interne dans la salle d'urgence, et Marlyne Barrett.
En octobre 2015, Carl Lumbly, Julie Marie Berman et Brennan Brown décrochent un rôle récurrent, suivis en novembre par Peter Mark Kendall.
En octobre 2018, Rachel DiPillo quitte la série dès le début de la saison 4.
En avril 2019, Colin Donnell et Norma Kuhling quittent le série dès le début de la saison 5. En août 2019, Dominic Rains (en) qui interprétera le Dr Crockett Marcel, rejoint la distribution principale de la saison 5.
Le 12 mai 2021, Torrey DeVitto et Yaya DaCosta quittent le série à la fin de la sixième saison,.
Le 12 octobre 2022, NBC a annoncé que Brian Tee quitterait la série après huit saisons. Le 24 mai 2023, Nick Gehlfuss a quitté la série, faisant sa dernière apparition lors de la finale de la saison 8.
Le 29 novembre 2023, Luke Mitchell rejoint la distribution de la saison 9 pour le rôle du Dr Mitch Ripley.
Le 5 août 2024, Sarah Ramos et Darren Barnet décrochent un rôle régulier.

### Tournage
L'épisode introductif a été tourné du 26 février au 13 mars 2015 à Chicago, aux États-Unis. Les plans extérieurs du Chicago Med sont tournés au Rush University Medical Center (en) de Chicago.
Le tournage de la sixième saison a repris le 22 septembre 2020, mais a été interrompu la semaine suivante, pour deux semaines lorsqu'un membre de l'équipe a été testé positif au coronavirus (Covid-19).

## Épisodes
| Saisons        | Saisons        | Épisodes       | Diffusion originale sur NBC | Diffusion originale sur NBC |
| Saisons        | Saisons        | Épisodes       | Début de saison             | Fin de saison               |
| -------------- | -------------- | -------------- | --------------------------- | --------------------------- |
| Backdoor pilot | Backdoor pilot | Backdoor pilot | 7 avril 2014                | 7 avril 2014                |
|                | 1              | 18             | 17 novembre 2015            | 17 mai 2016                 |
|                | 2              | 23             | 22 septembre 2016           | 11 mai 2017                 |
|                | 3              | 20             | 21 novembre 2017            | 15 mai 2018                 |
|                | 4              | 22             | 26 septembre 2018           | 22 mai 2019                 |
|                | 5              | 20             | 25 septembre 2019           | 15 avril 2020               |
|                | 6              | 16             | 11 novembre 2020            | 26 mai 2021                 |
|                | 7              | 22             | 22 septembre 2021           | 25 mai 2022                 |
|                | 8              | 22             | 21 septembre 2022           | 25 mai 2023                 |
|                | 9              | 13             | 17 janvier 2024             | 22 mai 2024                 |
|                | 10             | 22             | 25 septembre 2024           | 21 mai 2025                 |
|                | 11             | TBA            | 1er octobre 2025            | mai 2026                    |

## Crossovers
Depuis le lancement des séries dérivées de Chicago Fire, plusieurs acteurs apparaissent dans les trois séries. Certaines épisodes se suivent durant les saisons les différents séries.

## Audiences

### Aux États-Unis
Le backdoor pilot diffusé le mardi 7 avril 2015 lors du 19e épisode de la troisième saison de Chicago Fire qui s'est effectué devant 8,43 millions de téléspectateurs avec un taux 2.0 sur les 18/49 ans.
Ensuite lors du lancement de la série le 17 novembre 2015, l’épisode pilote touche 8,64 millions de téléspectateurs avec un taux de 2,2 % sur les 18/49 ans. La semaine suivante la série tombe à 7,64 millions, avant un regain lors du troisième épisode avec 9,87 millions de téléspectateurs soit le record historique de la série et de la franchise. Le final de la saison réunit 7,86 millions de fidèles avec un taux de 1,6 % sur la cible commerciale. En moyenne la première saison a réuni 8,00 millions de téléspectateurs.
| Saison | Nombre d'épisodes | Jour et heure de diffusion | Diffusion originale sur NBC | Diffusion originale sur NBC | Année     | Audience moyenne (en millions) | Audience moyenne (en millions) | Audience moyenne (en millions) | Audience moyenne (en millions) |
| Saison | Nombre d'épisodes | Jour et heure de diffusion | Début de saison             | Fin de saison               | Année     | Première                       | Finale                         | Moyenne à J+7                  | Rang                           |
| ------ | ----------------- | -------------------------- | --------------------------- | --------------------------- | --------- | ------------------------------ | ------------------------------ | ------------------------------ | ------------------------------ |
| 1      | 18                | Mardi 21 h                 | 17 novembre 2015            | 17 mai 2016                 | 2015-2016 | 8.64                           | 7.86                           | 9.83                           | 37                             |
| 2      | 23                | Jeudi 21 h                 | 22 septembre 2016           | 11 mai 2017                 | 2016-2017 | 7.02                           | 7.01                           | 9.47                           | 28                             |
| 3      | 20                | Mardi 22 h                 | 21 novembre 2017            | 15 mai 2018                 | 2017-2018 | 6.19                           | 5.62                           | 10.10                          | 27                             |
| 4      | 22                | Mercredi 20 h              | 26 septembre 2018           | 22 mai 2019                 | 2018-2019 | 7.78                           | 7.55                           | 11.04                          | 15                             |
| 5      | 20                | Mercredi 20 h              | 25 septembre 2019           | 15 avril 2020               | 2019-2020 | 7.53                           | 9.33                           | 11.22                          | 12                             |
| 6      | 16                | Mercredi 20 h              | 11 novembre 2020            | 26 mai 2021                 | 2020-2021 | 7.83                           | 7.26                           | 9.74                           | 9                              |
| 7      | 22                | Mercredi 20 h              | 22 septembre 2021           | 25 mai 2022                 | 2021-2022 | 6.81                           | 6.43                           | 9.11                           | 11                             |
| 8      | 22                | Mercredi 20 h              | 21 septembre 2022           | 24 mai 2023                 | 2022-2023 | 6.59                           | 5.55                           | 8.46                           | 10                             |

### En France
| Saison | Nombre d'épisodes | Jour et heure de diffusion | Diffusion sur TF1 | Diffusion sur TF1 | Année     |
| Saison | Nombre d'épisodes | Jour et heure de diffusion | Début de saison   | Fin de saison     | Année     |
| ------ | ----------------- | -------------------------- | ----------------- | ----------------- | --------- |
| 1      | 18                | Mardi 20 h 50              | 3 janvier 2017    | 7 février 2017    | 2017      |
| 2      | 23                | Mercredi 22 h 50           | 18 avril 2018     | 27 mars 2019      | 2018-2019 |
| 3      | 20                | Mercredi 22 h 50           | 27 mars 2019      | 29 mai 2019       | 2019      |
| 4      | 22                | Mercredi 22 h 50           | 11 mars 2020      | 23 septembre 2020 | 2020      |
| 5      | 20                | Mercredi 22 h 50           | 17 mars 2021      | 12 mai 2021       | 2021      |

## Distinctions
| Année | Cérémonie                             | Catégorie                                                                | Nommé(e(s))         | Résultats  |
| ----- | ------------------------------------- | ------------------------------------------------------------------------ | ------------------- | ---------- |
| 2017  | Young Entertainer Awards              | Meilleure jeune actrice invitée de 13 à 15 ans - Série télévisée         | Haley Brooke Walker | Nomination |
| 2017  | 38e cérémonie des Young Artist Awards | Meilleure actrice invitée dans une série télévisée - Actrice adolescente | Haley Brooke Walker | Lauréat    |
| 2018  | 39e cérémonie des Young Artist Awards | Meilleur acteur invité dans une série télévisée - Acteur adolescent      | Joey Cipriano       | Nomination |